# Frances Maule Bjorkman
Frances Maule Bjorkman   (24 d'octubre de 1879 - Chicago, 28 de juny de 1966) fou una redactora publicitària estatunidenca que va destacar en el moviment del sufragi femení.

## Biografia
Maule estudià en la Universitat de Maryland i en la de Nebraska–Lincoln. Es va casar amb Edwin Björkman a Nova York el 1906, encara que després se separaren. Era una socialista activa dins del feminisme.
Fou periodista del Nova York American, Chicago American, Denver Times i Colorado Springs Telegraph i treballà per a l'editora Henry Holt and Company. El 1920 començà com a redactora publicitària de l'agència JWT.
Formà part de l'Associació Nacional del Sufragi de Dones. També era membre del grup de dones Heterodoxy. Visqué en Helicon Home Colony, una comuna experimental fundada per Upton Sinclair.

## Obra
- Home and school visitors (1909).[6]
- The cure for two million sick: The discovery of the hookworm disease (1909) amb Charles Wardell Stiles.[7]
- Tests of Woman Suffrage States el 3 de juny del 1912 en The New York Times.[8]
- Woman suffrage: history, arguments and results (1913).[9]